# Аврора (програма)

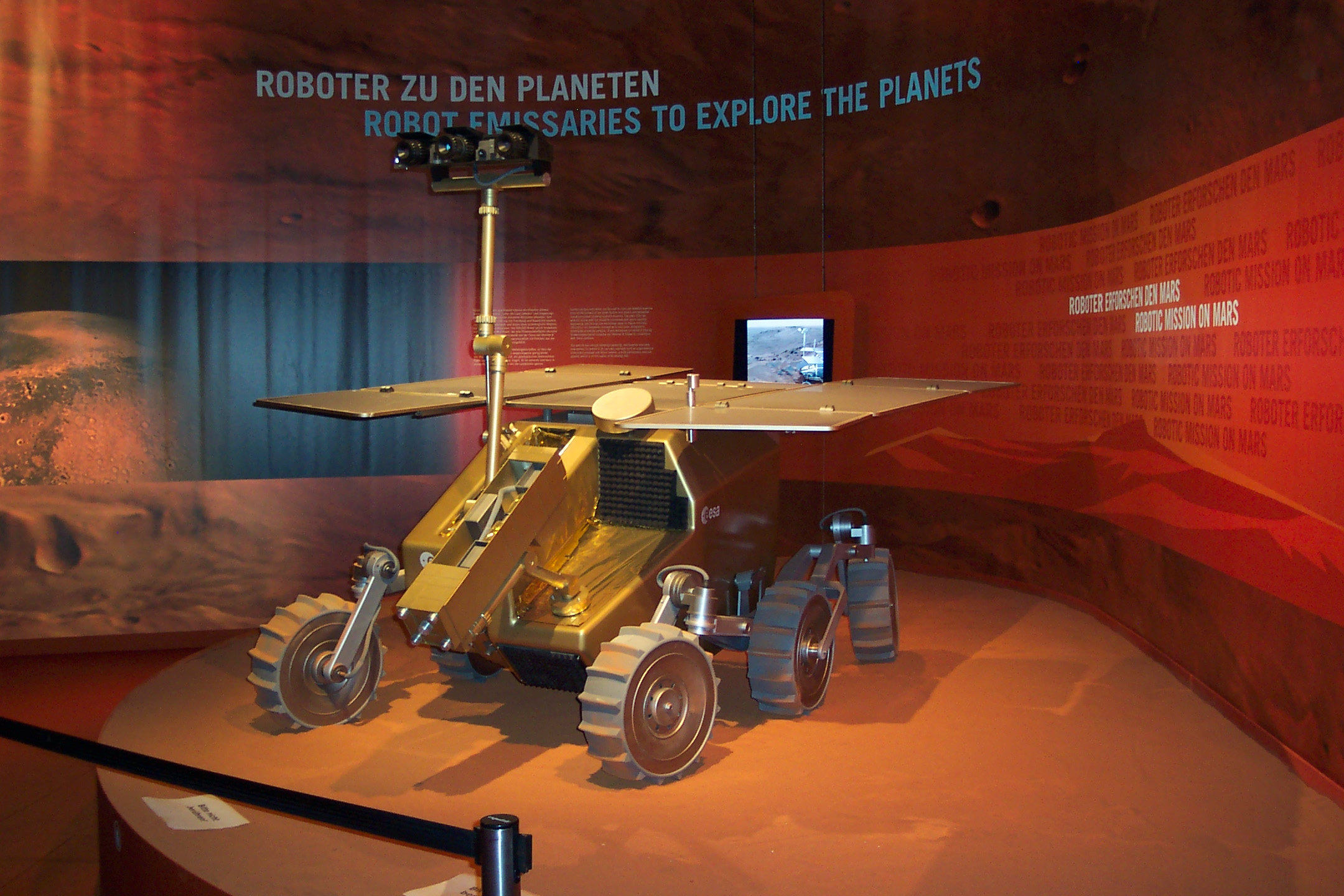
Модель «Екзомарса» на ILA 2006

«Авро́ра» — програма Європейського космічного агентства (ЄКА) для вивчення Сонячної системи, зокрема планети Марс і Місяця.

## Мета програми
Метою програми є розробка і проведення стратегії автоматичних і пілотованих досліджень, включаючи необхідні місії, технології та наземні робо́ти. Програму повинна підготувати Європа, яка стане цінним партнером в наступному кроці освоєння космічного простору.
Місяць, Марс і астероїди — можливі цілі досліджень, які розробила ЄКА з відомими європейськими й канадськими спеціалістами і підприємствами. У той час автоматичні космічні апарати повинні зрівнятися з пілотованими польотами на Місяць і Марс. На Землі і борту МКС пройдуть незабаром роботи по розвитку для цього необхідних технологій і інфраструктури.

## Історія
Проєкт «Аврора» з'явився у 2001 році. Він передбачає непілотовані дослідження Марса і Місяця, пілотовані польоти до Місяця, потім пілотований політ на Марс в міжнародному співробітництві після 2030 року.
Британський міністр науки Лорд Сейнсбері завив, що Велика Британія повинна зайняти провідну позицію в програмі «Аврора», вклавши 5 мільйонів фунтів стерлінгів зараз, а згодом ще 25 мільйонів.
16 червня 2009 року голова ЄКА Жан-Жак Дорден повідомив про скорочення програми «Аврора». Через нестачу фінансування програму «ЕкзоМарс» спростять, виключивши з неї експеримент «Гумбольдт». Цей експеримент призначався для пошуку води і «прослуховування» марсіанського ґрунту.

## Країни, що беруть участь у програмі
- Австрія
- Бельгія
- Велика Британія
- Німеччина
- Іспанія
- Італія
- Канада
- Нідерланди
- Португалія
- Франція
- Швейцарія
- Швеція

## Сценарій стратегії
«Аврора» складається з двох так званих основних місій і двох додаткових.
У рамках першого «основного» проєкту космічний апарат, що обертатиметься навколо Марса, повинен за допомогою спускового модуля, який обладнано надувним аеродинамічним гальмом або зв'язкою парашутів, зійти на Марс, доставивши на Марс транспортний засіб, сонячні батареї якого забезпечували б його енергією, і він міг би проїхати декілька кілометрів по поверхні Марса. Його 40 кг корисного навантаження містило б бурову установку, а також систему для взяття проб і керування.
Марсохід являє собою значний технологічний виклик з оптичними сенсорами для навігаційної системи, бортовим програмним забезпеченням, здатністю самостійно полетіти і інструментами для пошуку життя, який представляє Європі й Канаді зручний випадок, щоб в багаторічному співробітництві відпрацювати нові технології. Цей проєкт також розтягнеться під керівництвом Національного центру космічних досліджень Франції (CNES) у рамках програми Mars NetLander.
Друга основна місія — це повернення на Землю з пробами марсіанського ґрунту. При цьому зіставний транспортний засіб повинен відправляти спусковий модуль, як і космічний апарат для повернення на Землю, на навколомарсіанську орбіту. Цій місії, яка повинна вперше принести на Землю марсіанські проби ґрунту, підходила б невелика точність посадки.
Спусковий модуль із пробами в маленькому контейнері підняв би на 150-кілометрову орбіту навколо Марса, де відбудеться стикування з космічним апаратом, який повинен повернутися на Землю. Цей космічний апарат потім по балістичній траєкторії повинен спуститься через земну атмосферу, у якій розкриються парашути для забезпечення м'якої посадки.
Для повернення на Землю потрібна низка інноваційних технологій, якими Європа ще не володіє або володіє не повною мірою. Вони стосуються переважно системи посадки, спускного модуля, стикування на марсіанській орбіті та транспортного засобу.
Тому ці технології повинні розроблятися у двох попередніх додаткових місіях: маленький супутник на сильно витягнутій орбіті Землі, який зі схожими вимогами катапультується в напрямку Землі, як це було б у випадку з міжпланетною капсулою, що повертається. Ця місія — необхідний крок для підготовки першого польоту з поверненням із пробами марсіанського ґрунту.
Окрім того, буде розвинута Mars-Einfangdemonstrator. Ідеться про маленький експеримент — підтвердження технологій, які необхідні, щоб за допомогою тертя об верхні шари атмосфери планети загальмувати й перейти на орбіту навколо Марса. Ці технології повинні знайти застосування в основній місії і також в пілотованих польотах проєкту «Аврора».
«Аврора» охоплює в цей час такі етапи (станом на лютий 2005 року):
- 2007 — Entry Vehicle Demonstrator (EVD) — тестування корабля, повертається на Землю в земній атмосфері.
- 2016 — «ЕкзоМарс» — марсіанська орбітальна станція і великий марсохід для пошуку слідів життя.
- 2018 — Technology Precursor Mission — випробовування нових технологій, як-от аерогальмування, аерозахоплення, електричний ракетний двигун і м'яка посадка.
- 2018—2022 — Mars Sample Return (MSR) — місія для відбору зразків марсіанського ґрунту з відправленням на Землю.
- 2024 — пілотований політ на Місяць.
- 2026 — непілотований політ на Марс.
- 2030 — доставка вантажів для пілотованого польоту на Марс.
- 2033 — пілотований політ на Марс.